# صحافة قواعد البيانات

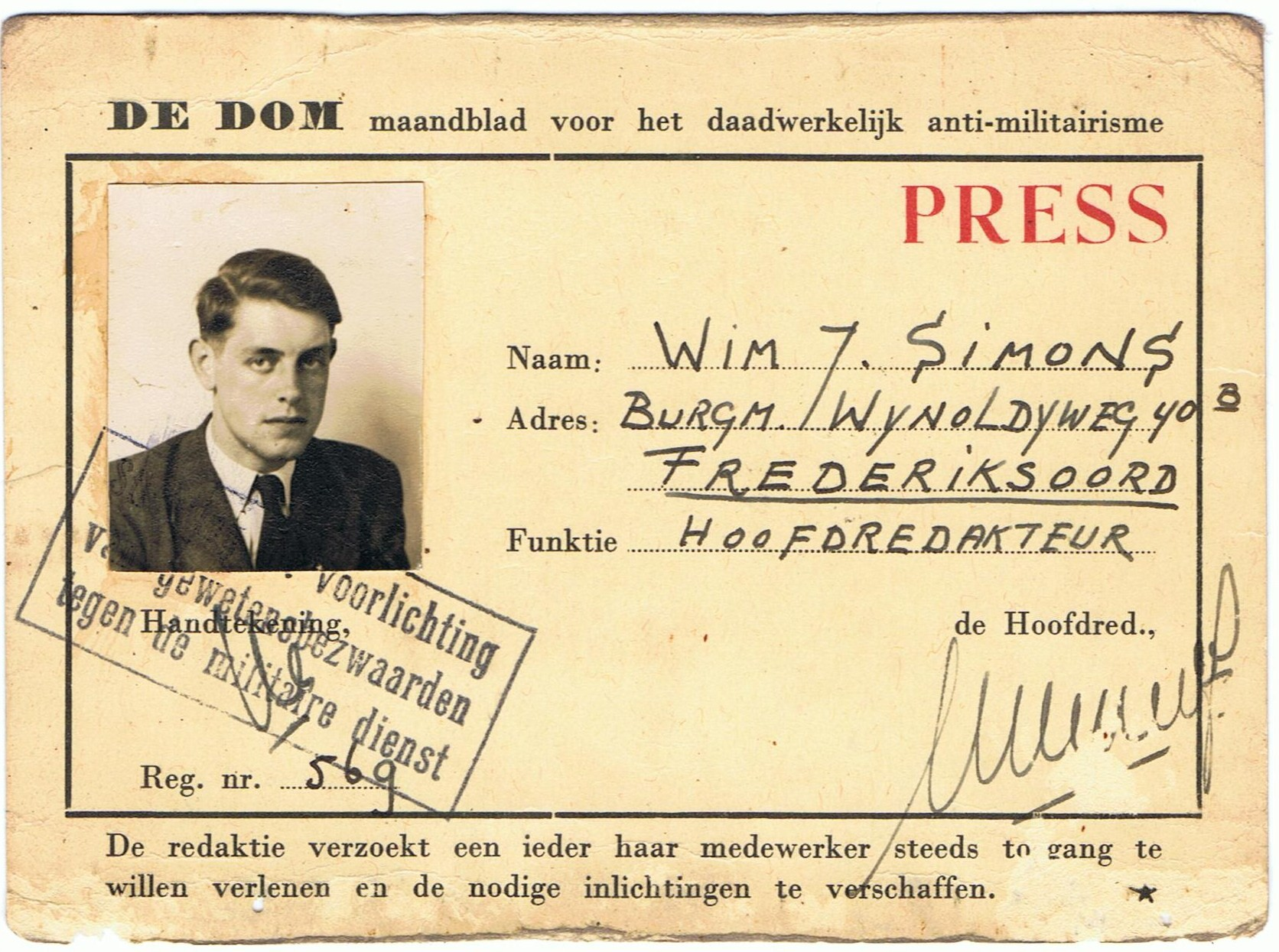

صحافة قواعد البيانات أو الصحافة الهيكلية عبارة عن مبدأ في مجال إدارة المعلومات يتم من خلاله تنظيم المحتوى الإخباري حول أجزاء هيكلية من البيانات، وذلك مقارنة بالروايات الإخبارية. (أنظر أيضًا صحافة البيانات)
يُعرف عالم الاتصالات ويبكي لوزين صحافة قواعد البيانات على أنها «توفير قواعد بيانات تحتوي على مواد خام - مقالات وصور وغيرها من المحتويات - من خلال استخدام أنظمة الإدارة غير المعتمدة على الوسائط، ومن ثم إتاحتها للأجهزة الصغيرة المختلفة.»
ويقول البعض إن مثل هذا التنظيم يسمح بالمزيد من الكفاءة فيما يتعلق بسير العمل. ويتحدث ريجينالد تشوا، محرر البيانات والإبداعات في مؤسسة تومسون رويترز، عن الصحافة الهيكلية على أنها وسيلة «لتعظيم عمر الانتظار للمحتويات الإخبارية» و«الحصول على المزيد من القيم» من المحتويات.

## تاريخ وتطور صحافة قواعد البيانات
كتب مبرمج الحاسوب أدريان هولوفاتي ما يتم اعتباره الآن على أنه بيان رسمي لصحافة قواعد البيانات في سبتمبر عام 2006. 
وفي هذا المقال، شرح هولوفاتي أن أغلب المواد التي يتم تجميعها من خلال الصحفيين تكون عبارة عن «معلومات هيكلية: أي ذلك النوع من المعلومات الذي يمكن إعادة تنظيمه، بطريقة تلقائية، من خلال أجهزة الحاسوب». 
وبالنسبة له، هناك فارق رئيسي بين صحافة قواعد البيانات والصحافة التقليدية وهو أن الصحافة التقليدية تنتج مقالات تكون هي المنتج النهائي، في حين أن صحافة قواعد البيانات تنتج قواعد بيانات للحقائق التي يمكن الاحتفاظ بها وتحسينها بشكل مستمر.
وقد شهد عام 2007 تطورًا سريعًا في صحافة قواعد البيانات وقد أدى تحقيق تم عمله في شهر ديسمبر من عام 2007 في صحيفة واشنطن بوست (إصلاح مدارس دي سي (Fixing DC's schools)) إلى تجميع العشرات من العناصر حول أكثر من 135 مدرسة في قاعدة بيانات استخدمت لتوزيع المحتويات على خريطة أو على صفحات الويب الفردية أو في المقالات.
وتم إبراز أهمية صحافة قاعد البيانات عندما منحت مؤسسة نايت فاونديشن (Knight Foundation) مبلغ مليون دولار أمريكي لمشروع EveryBlock الخاص بأدريان هولوفاتي، والذي يوفر الأخبار المحلية على مستوى المربعات السكنية، حيث يتم استقاء المعلومات من بيانات موجودة بالفعل. وقد تم اعتبار جائزة بوليتزر التي حصل عليها مشروع Politifact الذي قامت به صحيفة سان بطرسبرج تايمز في شهر أبريل من عام 2009 على أنها لحظة من اللحظات الفارقة من خلال آرون بيلهوفر، رئيس فريق التقنيات في صحيفة نيويورك تايمز، حيث أشار إلى قبول صحافة قواعد البيانات في المجال التجاري، وسيتم تطويرها، تمامًا كما كان الحال مع الصحافة القائمة على الحاسوب (CAR) في بدايات التسعينيات من القرن العشرين.
وقد دفعت رؤية المحتويات الصحفية على أنها بيانات العديد من المنظمات الإخبارية نحو إطلاق واجهات برمجة التطبيقات (API)، بما في ذلك بي بي سي والغارديان ونيويورك تايمز والإذاعة الوطنية العامة الأمريكية. ومن خلال القيام بذلك، سمحوا للآخرين بجمع البيانات التي قاموا بجمعها وتنظيمها. وبمعنى آخر، أقروا بأن جوهر الأنشطة الخاصة بهم ليس مجرد كتابة الأخبار، ولكن جمع البيانات وتوزيعها.
ومع أول أعوام القرن الحادي والعشرين، قام بعض الباحثين بتوسيع نطاق البعد التصوري لقواعد البيانات في الصحافة، وفي الصحافة الرقمية أو الصحافة عبر الإنترنت. وبدأت منهجية مفاهيمية في النظر إلى قواعد البيانات على أنها من الصفات المميزة للصحافة الرقمية، مما أدى إلى توسيع نطاق معناها وتعريفها من خلال استخدام رمز محدد، مقارنة بالمنهجيات التي كانت تنظر إليها على أنها مصدر لإنتاج الروايات الصحفية، أي، على أنها أدوات، حسبما رأت بعض الدراسات النظامية في التسعينيات من القرن العشرين.

## الفروق مع الصحافة القائمة على البيانات
الصحافة القائمة على البيانات عبارة عن عملية يقوم بموجبها الصحفيون بإعداد الروايات الصحفية باستخدام البيانات الرقمية أو قواعد البيانات، بحيث تكون هي المواد الرئيسية بين أيديهم. وفي المقابل، فإن صحافة قواعد البيانات عبارة عن نظام مؤسسي للمحتويات. فهي تركز على تكوين قاعدة البيانات وصيانتها، والتي يمكن بناء تطبيقات الويب أو التطبيقات المتنقلة بناءً عليها، والتي من الممكن أيضًا أن يستخرج الصحفيون منها البيانات من أجل إعداد الروايات الصحفية المعتمدة على البيانات.

## أمثلة على صحافة قواعد البيانات
تمثلت أولى المشروعات في مجال صحافة قواعد البيانات الحديث في مشروع mySociety في المملكة المتحدة، والذي تم إطلاقه في عام 2004، ومشروع chicagocrime.org الخاص بأدريان هولوفاتي، والذي تم إصداره في عام 2005.
ومنذ عام 2011، كان هناك العديد من قواعد البيانات التي كانت تعتبر صحفية في حد ذاتها. وهي تشتمل على EveryBlock وOpenCorporates وVoteWatch.eu.